# Georges Urbain
Georges Urbain (Paris, 12 de abril de 1872 – Paris, 5 de novembro de 1938) foi um químico, pintor, escultor, músico e compositor francês.
Professor na Sorbonne, estudou na École supérieure de physique et de chimie industrielles de la ville de Paris (ESPCI ParisTech). Descobriu o elemento Lutécio (número 71) em 1907.

## Elementos

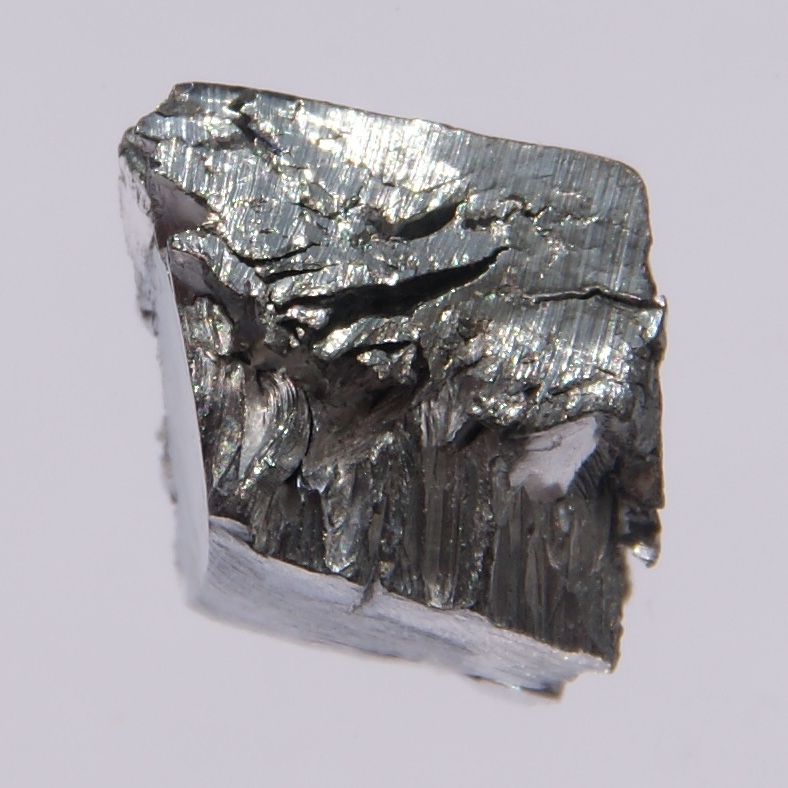
O elemento lutécio, que Urbain chamou de "lutecia"

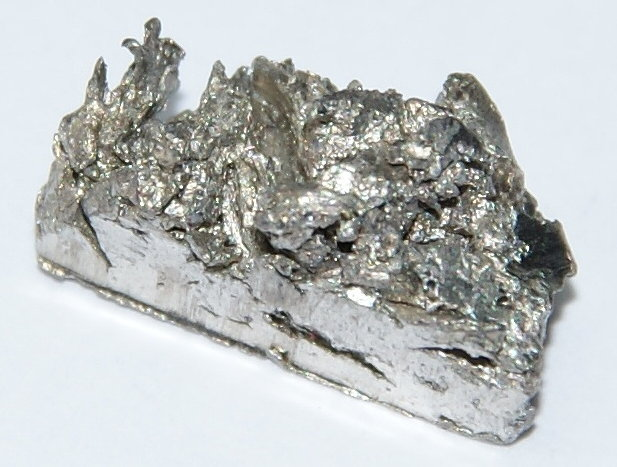
O elemento itérbio, que Urbain chamou de "neoytterbia"

Urbain desenvolveu técnicas novas e mais eficientes para a separação de terras raras. Tirando vantagem dos pesos das terras raras, ele foi capaz de projetar procedimentos para separar as frações leves das pesadas, usando nitratos de magnésio e bismuto. Isso o permitiu testar e refutar uma série de "descobertas" inexatas de terras raras reivindicadas por outros cientistas.
Urbain descoberto o elemento de lutécio (número atómico 71), independentemente, em 1907 quando ele demonstrou que a itérbia de Jean Charles Galissard de Marignac continha duas substâncias. Por meio da análise espectral de ambos, ele foi capaz de caracterizá-los e provar que eram elementos distintos..:701 Urbain chamou seus dois componentes de "neoytterbia" e "lutecia".

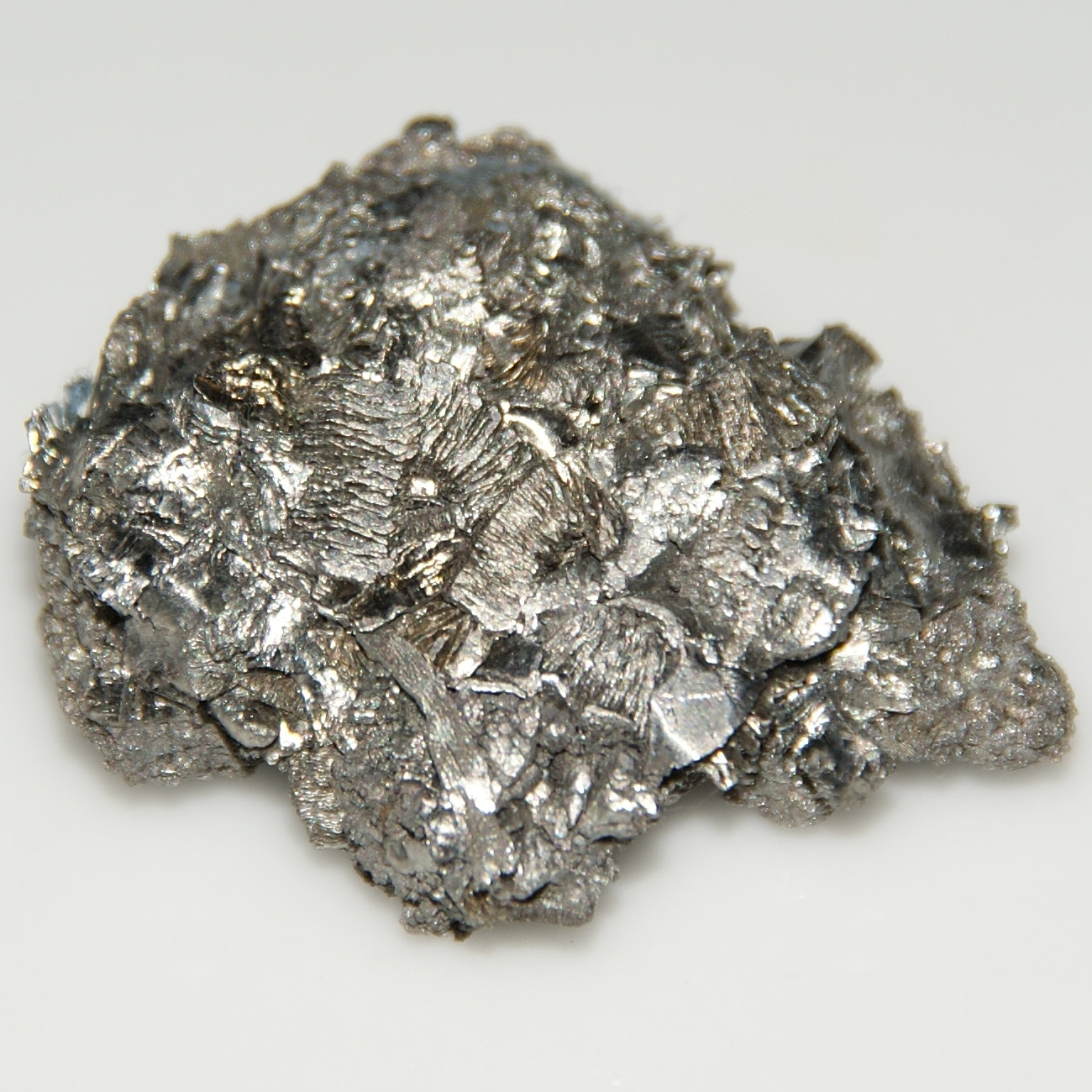
O elemento háfnio, detectado por Urbain como "celtium"

Esses componentes da itérbia foram isolados de forma independente na mesma época pelo químico austríaco Carl Auer von Welsbach e pelo químico americano Charles James. Urbain e Welsbach acusaram um ao outro de publicar resultados baseados na outra parte. A disputa foi oficialmente resolvida em 1909 pela Comissão de Massa Atômica, que concedeu prioridade a Urbain como o primeiro a descrever a separação do lutécio do itérbio. O "lutecia" de Urbain foi adaptado ao "lutécio". O nome de Urbain "neoytterbium" foi temporariamente adotado, mas mais tarde o nome de Marignac foi restaurado para o elemento itterbium.
Em 1911, Urbain isolou outro novo elemento que chamou de "celtium", mas seus estudos foram interrompidos pela Primeira Guerra Mundial. Em 1922, ele anunciou seu novo elemento, caracterizando totalmente seu espectro de emissão, mas erroneamente identificando-o como uma terra rara. George de Hevesy e Dirk Coster também o caracterizaram, colocando-o com mais precisão, e o chamaram de "háfnium". Uma controvérsia de décadas sobre crédito e nomenclatura acabou sendo decidida em favor do háfnium. Embora Urbain estivesse certo em detectar a presença de um novo elemento, os espectros e o comportamento químico que ele descreveu não eram uma boa combinação para o elemento isolado mais tarde. Em parte, a controvérsia resultou das diferentes técnicas usadas por químicos como Urbain, que favorecia as técnicas de redução química, e físicos que cada vez mais dependiam de novos métodos de espectroscopia de raios-X.
Em 1919, Urbain completou um extenso estudo de espectros de fosforescência e demonstrou que traços de impurezas podem alterar drasticamente os resultados. Ao introduzir impurezas em misturas preparadas artificialmente, ele foi capaz de duplicar os resultados relatados por outros pesquisadores, testando novamente alegações sobre possíveis novos elementos.
Urbain também foi compositor e escultor.

## Trabalhos científicos
- Introduction à l'étude de la spectrochimie, Paris, Hermann, 1911.
- Introduction à la chimie des complexes minéraux, Paris, Hermann, 1913.
- Les disciplines d'une science: la chimie, 1921.
- L'énergétique des réactions chimiques, Paris, Doin, 1925.
- Les notions fondamentales d'élément chimique et d'atome, Paris, Gauthier-Villars, 1925.
- L'énergétique des réactions chimiques, 1925.
- La coordination des atomes dans la molécule et la symbolique chimique, Paris, Hermann, 1933.
- La science, ses progrès, ses applications, com Marcel Boll, 2 volumes, Librairie Larousse, Paris, 1934.
- Traité de chimie générale, em colaboração com Georges Champetier, prefácio de Paul Langevin e Jean Perrin, Paris, Hermann, 1939.

## Ensaios
- Le tombeau d'Aristoxène, essai sur la musique, Paris, Doin, 1924.
- La mélodie, in Journal de psychologie normale et pathologique, Félix Alcan, 1926.

## Composições musicais
- Obras de piano
  - Pantomime des dryades et des chèvre-pieds dans un paysage de l'Ile-de-France
  - Le retour éternel
  - Chimères
  - Scherzo
  - Elégie tabarinesque
  - Prélude des chinois, des singes et des bergères
  - L'embarquement pour Cythère
  - L'escorte d'équipage
  - L'amour au théâtre italien
  - L'amour au théâtre français
  - Monsieur et Madame Denis
  - Les jeux de la horde
  - Le prisme
  - Dans la forêt
  - Quand le soir tombe
  - Au souffle du matin
  - Impression du Sahara: l'Oued jaseur
- Órgão
  - Matines
  - Le retour éternel
  - Sonata para órgão dedicada a Henry Mesmin
- Obras vocais
  - Ne pleurez plus, mes sœurs
- Música de câmara
  - Andante, para piano e quarteto de cordas
- Ópera
  - Le Prisme, Livro III
- Outros
  - A la veillée
  - Chanson d'automne (em um poema de Paul Verlaine)
  - Sur l'herbe (em um poema de Paul Verlaine)
  - Magagnose and Dionysos (seis variações)